# 西康留遗址
西康留遗址，位于山东省枣庄市滕州市官桥镇西康留村，是中华人民共和国山东省文物保护单位之一。
2006年12月7日，授予山东省文物保护单位，是一座古遗址。